# 彼得里夫卡 (格尼奇斯克區)
46°29′11″N 34°40′41″E / 46.48639°N 34.67806°E
彼得里夫卡（烏克蘭語：Петрівка），是烏克蘭南部赫爾松州海尼切斯克區海尼切斯克市鎮的村落。始建於1816年，面積129平方公里，海拔高度16米，2001年人口2,030，人口密度每平方公里15.7人。